# فينتسيسلاف إيفانوف
فينتسيسلاف ايفانوف هو لاعب كرة قدم بلغاري في مركز الوسط، ولد في 7 سبتمبر 1995 في ستارا زاغورا في بلغاريا. لعب مع نادي بيروي ستارا زاغورا ونادي فيريا.

## وصلات خارجية
- فينتسيسلاف إيفانوف على موقع قاعدة بيانات كرة القدم.إي يو (الإنجليزية)
- فينتسيسلاف إيفانوف على موقع Soccerway.com (الإنجليزية)